# Quintela del Pando
Quintela del Pando (llamada oficialmente Santa Isabel de Quintela do Pando) es una parroquia y un lugar del municipio español de Viana del Bollo, en la provincia de Orense, Galicia.

## Toponimia
La parroquia también es conocida por el nombre de Santa Isabel de Quintela del Pando.

## Organización territorial
La parroquia está formada por una entidad de población:
- Quintela do Pando

## Demografía
Gráfica demográfica del lugar y parroquia de Quintela del Pando según el INE español:
| Gráfica de evolución demográfica de Quintela del Pando entre 2000 y 2023 |
|                                                                          |
| Datos según el nomenclátor publicado por el INE.                         |